# گبریل اولاسنی
گبریل اولاسنی (انگلیسی: Gabriel Olaseni؛ زادهٔ ۲۹ دسامبر ۱۹۹۱) بازیکن بسکتبال اهل ایالات متحده آمریکا است.